# 호프도르프

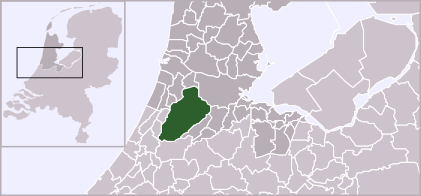
호프도르프의 위치

호프도르프(네덜란드어: Hoofddorp)는 네덜란드 노르트홀란트주의 도시로 인구는 73,000명(2009년 기준)이다. 하를레메르메이르 시에 속해 있는 지방 자치체이며 암스테르담 방어선으로 유명한 도시이다.